# Elisabeth von Oranien-Nassau

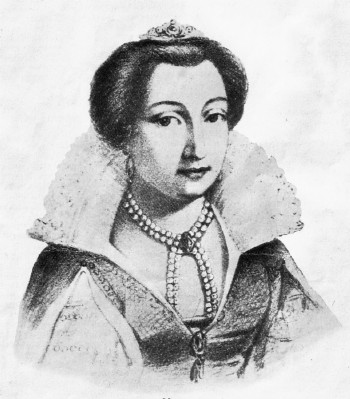
Elisabeth Flandrika von Oranien-Nassau, spätere Herzogin von Bouillon

Elisabeth Flandrika von Oranien-Nassau (* 26. März 1577 in Middelburg; † 3. September 1642 in Sedan) war durch Heirat mit Henri de La Tour d’Auvergne Herzogin von Bouillon und in der Zeit von 1623 bis 1626 Regentin des unabhängigen Fürstentums Sedan.

## Leben
Elisabeth kam als Tochter des Fürsten Wilhelm I. von Oranien-Nassau und seiner dritten Frau Charlotte de Bourbon-Montpensier zur Welt. Nach der Ermordung ihres Vaters kümmerte sich Louise de Coligny, ihre Stiefmutter, um die Erziehung von Elisabeth Flandrika. Diese reiste mit Elisabeth und ihrer Schwester Charlotte Brabantina 1594 nach Paris, um unter den Hugenotten in Frankreich nach Ehekandidaten für die Prinzessinnen zu suchen.
Nachdem Heinrich IV. zu jener Zeit zum Katholizismus übergetreten war, suchten auch viele Hugenotten protestantische Allianzen im Ausland. So heiratete Prinzessin Elisabeth am 15. April 1595 in Den Haag Henri de La Tour d’Auvergne, Herzog von Bouillon. Drei Jahre später heiratete Elisabeths Schwester 1598 den Cousin ihres Mannes, Claude de La Trémoille, duc de Thouars.

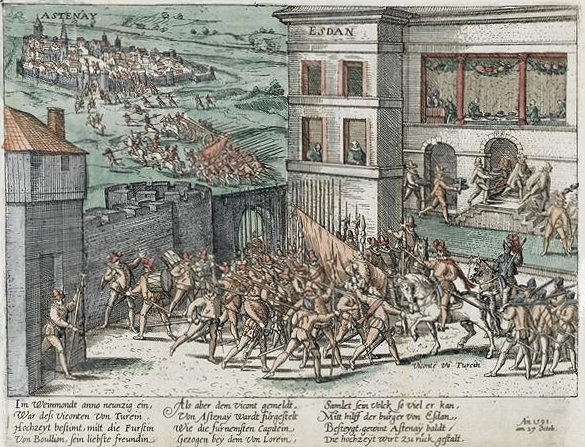
Hochzeit Henris de La Tour d’Auvergne mit Elisabeth von Nassau auf einem Stich von Frans Hogenberg, 16. Jh.

Trotz des beträchtlichen Altersunterschiedes der Eheleute wurde die Ehe der Herzogin von Bouillon glücklich. Nach der Hochzeit übersiedelte sie nach Sedan, dem Sitz der herzoglichen Familie. Dort viel allein, entwickelte sie reges Interesse für Musik. Elisabeth und all ihre Schwestern standen sich sehr nahe und befanden sich im regen Briefverkehr. Ihre Schwester Charlotte Brabantina lebte als Witwe seit 1604 ganz bei ihr. Im selben Jahr wurde auch ihr Neffe, der nachmalige Winterkönig Friedrich von der Pfalz, am Hof von Sedan ausgebildet, genau wie Georg Wilhelm, der spätere Kurfürst von Brandenburg und Ehemann ihrer Nichte Elisabeth Charlotte von der Pfalz.
Während der Abwesenheiten des Herzogs und nach dessen Tod fungierte Elisabeth von 1623 bis 1626 als Regentin des Fürstentum Sedan. Dieses wurde unter Elisabeth im immer katholischer werdenden Frankreich ein Sammelpunkt für hugenottische Flüchtlinge und ein bedeutendes protestantisches und kulturelles Zentrum. Zur großen Enttäuschung heiratete ihr Sohn und Erbe Fréderic-Maurice eine Katholikin und wurde selbst katholisch. Er verkaufte Bouillon an den Fürstbischof von Lüttich und trat Sedan an die französische Krone ab.

## Nachkommen
- Louise (1596–1606)
- Marie (1600–1665), ⚭ 1619 Henri de La Trémoille, duc de Thouars
- Julienne Catherine (1604–1637), ⚭ 1627  François de La Rochefoucauld, comte de Roucy (1603–1680)
- Fréderic-Maurice (1605–1652), Herzog von Bouillon
- Elisabeth (1606–1685), ⚭ 1619 Guy Aldonce de Durfort, marquis de Duras et de Lorges (1605–1665)
- Henri (1611–1675), Generalmarschall von Frankreich
- Henriette Catherine († 1677), ⚭ 1629 Amaury III. Gouyon, marquis de La Moussaye, comte de Quintin (1601–1674)
- Charlotte († 1662)